# Daimler L11
Die Daimler L11 war ein einsitziges, als Hochdecker ausgelegtes Jagdflugzeug der Daimler-Motoren-Gesellschaft.

## Geschichte
Die Daimler L11 entstand ab April 1918 bei der Daimler-Motoren-Gesellschaft in Sindelfingen unter Hanns Klemm auf Grund einer Parasol- bzw. Hochdecker-Ausschreibung der Inspektion der Fliegertruppe (Idflieg) für den Jägerwettbewerb im Sommer 1918. Es war das erste Flugzeug, das von Daimler nach den Plänen von Hanns Klemm gebaut wurde, wobei sich dieser an der Grundkonstruktion der von Karl Schopper entworfenen Vorgänger L6 und L9 orientierte. Den Erstflug absolvierte Eugen Edler von Loessl am 1. Oktober 1918. Da sich bei den Tests herausstellte, dass der Motor aufgrund der geringen Wirkung des im Baldachin platzierten Kühler überhitzte, wurde dieser von Klemm in waagerechter Position vor der Tragflächenvorderkante angeordnet. Da von Loessl die Wirksamkeit der Querruder beanstandete, entwickelte Klemm spezielle Ausgleichsklappen an den Flügelvorderkanten mit seitlichen Randbögen, die die Spannweite von ursprünglich 11,5 um einen halbe Meter vergrößerten. Solchermaßen umgerüstet wurde die Erprobung noch bis zum Februar des folgenden Jahres fortgesetzt. Im direkten Vergleich zur konventionell ausgelegten Daimler-L6-Doppeldeckervariante erreichte die Daimler L11 nur geringfügige Geschwindigkeitsvorteile. Mit einer Steigleistung von 300 m/min und einer Gipfelhöhe von 8000 Metern konnte die Parasol-Variante allerdings deutliche Vorteile erzielen.
Das Ende des Weltkriegs und die anschließenden Restriktionen für den deutschen Flugzeugbau verhinderten eine Weiterentwicklung der Daimler L11. Auf Grund der Höhenleistungen des Flugzeugs zeigte sich das chilenische Militär an der Maschine interessiert, um es bei Anden-Flügen zum Einsatz zu bringen. Ein Kauf kam allerdings nicht zustande. Die Daimler L11 blieb ein Einzelstück, das im weiteren Verlauf des Jahres 1919 zerlegt wurde.
Die Daimler L14 war eine zweisitzige Variante dieses Flugzeugs.

## Konstruktion
Die Holzkonstruktion der einsitzigen Daimler L11 bestand aus einem Sperrholzschalen-Rumpf und einem freitragenden Leitwerk mit Stoffbespannung. Als Antrieb kam ein 185 PS (138 kW) starker Achtzylindermotor Daimler D.IIIb zum Einsatz. Ein besonderes Merkmal der L11 waren die drehbaren Flügelenden, die als Servos für den aerodynamischen Querruderausgleich dienten.

## Technische Daten
| Kenngröße             | Daten                                         |
| --------------------- | --------------------------------------------- |
| Besatzung             | 1                                             |
| Länge                 | 8,15 m                                        |
| Spannweite            | 12,00 m                                       |
| Flügelfläche          | 24,6 m²                                       |
| Flügelstreckung       | 5,9                                           |
| Rüstmasse             | 700 kg                                        |
| Startmasse            | 900 kg                                        |
| Höchstgeschwindigkeit | 200 km/h                                      |
| Marschgeschwindigkeit | 175 km/h                                      |
| Steiggeschwindigkeit  | 312 m/min                                     |
| Steigleistung         | 3,2 min auf 100 m Höhe 17 min auf 6000 m Höhe |
| Dienstgipfelhöhe      | 8400 m                                        |
| Reichweite            | 400 km                                        |
| Flugdauer             | 2 h                                           |
| Triebwerk             | ein Daimler D.IIIb mit 185 PS (ca. 140 kW)    |
| Bewaffnung            | zwei 7,92-mm-lMG-08-Maschinengewehre          |